# Lion's Cup
Il Lion's Cup è stato un torneo femminile di tennis che si disputava a Tokyo in Giappone su campi in cemento indoor e sintetico indoor.

## Albo d'oro

### Singolare
| Anno | Campionessa         | Finalista           | Punteggio     |
| ---- | ------------------- | ------------------- | ------------- |
| 1978 | Chris Evert         | Martina Navrátilová | 7–5, 6–2      |
| 1979 | Tracy Austin        | Martina Navrátilová | 6–2, 6–1      |
| 1980 | Martina Navrátilová | Tracy Austin        | 6–4, 6–3      |
| 1981 | Martina Navrátilová | Chris Evert         | 6–3, 6–2      |
| 1982 | Chris Evert         | Andrea Jaeger       | 6–3, 6–2      |
| 1983 | Martina Navrátilová | Chris Evert         | 6–2, 6–2      |
| 1984 | Manuela Maleeva     | Hana Mandlíková     | 6–1, 1–6, 6–4 |
| 1985 | Chris Evert         | Manuela Maleeva     | 7–5, 6–0      |